# Gresol de Gooch

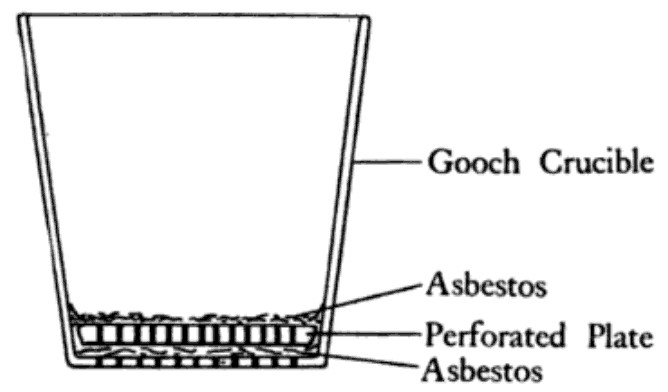

Un gresol de Gooch (també anomenat filtre de Gooch) és un dispositiu de filtració per a ús en laboratori. Rep el nom del seu inventor, Frank Austin Gooch. És emprat per a la recollida d'un precipitat directament dins el recipient en el qual ha de ser assecat, possiblement calcinat, i finalment pesat en l'anàlisi gravimètrica.
El dispositiu va ser originalment un gresol de platí estàndard amb una base perforada en la qual es va col·locar la polpa d'amiant per formar l'estora de filtre. El gresol s'escalfa per assecar fins que s'arriba a un pes constant. L'ús d'aquests materials implica que després de la filtració, el gresol i el seu contingut poden ser sotmesos a alta temperatura per assecar el filtrat i, possiblement, oxidar o calcinar a pes mínim. Ara bé, a causa de l'alt cost de platí, l'any 1882 es van introduir versions de porcellana. Alguns gresols de Gooch, com el de la figura, permeten dues capes d'asbest separades per un plat de porcellana perforada.
En lloc d'amiant s'han utilitzat altres fibres inorgàniques en particular fibra de vidre. En l'actualitat són més comuns els gresols de Gooch fets de vidre de borosilicat amb bases de vidre porós. Els gresols de platí poden ser necessaris per als materials més corrosius, i els de porcellana s'utilitzen quan cal incineració a alta temperatura i els de vidre de borosilicat són adequats per a l'assecament.
També poden ser utilitzats per a la recollida i el processament de mostres de teixits biològics en el mateix contenidor.